# Ernest Bevin
Ernest Bevin (Winsford, 9 marzo 1881 – Londra, 14 aprile 1951) è stato un politico britannico.
Fu membro del Partito Laburista e ministro del Lavoro durante il governo di Winston Churchill (1940-1945) ed in seguito ministro degli Esteri con Clement Attlee (1945-1951).

## Biografia

### I primi anni
Nato a Winsford nel Somerset, il padre era un bracciante e la madre cameriera. Iniziò a lavorare a undici anni, prima come bracciante, in seguito come camionista a Bristol. Entrò nel sindacato dei lavoratori portuali della città, di cui divenne segretario nel 1910. Nel 1914 entrò nel comitato nazionale del medesimo sindacato.

### La TGWU e i rapporti con il Partito Laburista (1922-1930)
Nel 1922 Bevin fu tra i fondatori del sindacato TGWU (Transport and General Workers Union), di cui divenne segretario generale. Fu sempre un sindacalista moderato, più incline al compromesso ed alle trattative con gli imprenditori che allo sciopero. Partecipò con riluttanza allo sciopero generale dei lavoratori britannici nel 1926. I contatti con i vertici del Partito Laburista di quel periodo furono piuttosto freddi: Bevin non nutriva particolare stima per James Ramsay MacDonald, specialmente quando i laburisti fecero un governo di coalizione con i conservatori nel 1929.

### Politico laburista interventista (1930-1940)

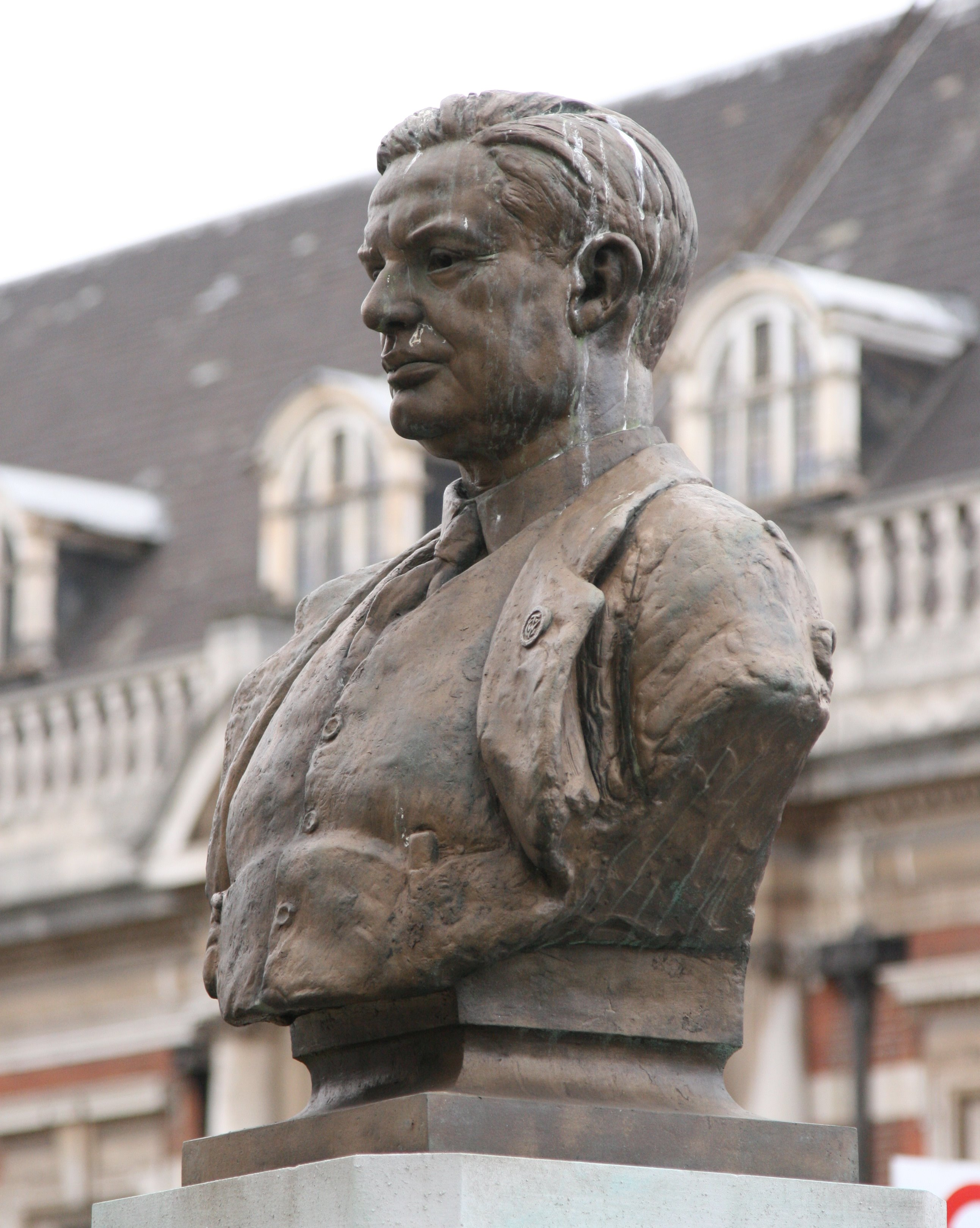
Busto di Ernest Bevin

Durante gli anni trenta Bevin si interessò per conto del Partito Laburista dei problemi di politica estera europea. Convinto anti-fascista, cercò di spingere il proprio partito verso posizioni di azione contro l'invasione italiana dell'Etiopia nel 1935 e la conferenza di Monaco nel 1938. Il Partito Laburista, dapprima schierato su posizioni di appeasement come i conservatori, si avvicinò alle posizioni di Bevin dopo l'elezione del nuovo leader Clement Attlee nel 1935. Fu in quel periodo che Bevin strinse un forte legame di amicizia, anche politica, con Attlee.

### Ministro del Lavoro  (1940-1945)
Nel governo di Winston Churchill Bevin fu nominato Ministro del Lavoro. Istituì i Bevin Boys, un gruppo di adolescenti britannici (circa 48.000) che, anziché prestare servizio nell'esercito, fu inviato a lavorare nelle miniere di carbone e nell'industria pesante. Occupò il suo posto al ministero fino alle elezioni del 1945, che sancirono a sorpresa la vittoria dei Laburisti di Attlee.

### Ministro degli Esteri (1945-1951)
Attlee pensava di nominare Bevin Cancelliere dello Scacchiere ma, anche su consiglio del re Giorgio VI, lo mise invece a capo del Foreign Office. Tra i ministri responsabili dell'economia, infatti, lavorava anche Herbert Morrison, da anni rivale politico sia di Attlee sia di Bevin.
Il ministro Bevin presentò il 1º dicembre 1948 un piano per la creazione di un Consiglio d'Europa, in cui i governi degli stati aderenti avrebbero potuto discutere in comune dei problemi politici europei.